# Daniel Díaz Maynard
Daniel Díaz Maynard (Montevideo, 12 de octubre de 1933 - 22 de marzo de 2007) fue un abogado y político uruguayo.

## Biografía
Graduado como abogado en la Universidad de la República.
Ocupó un escaño como diputado entre 1990 y 2005; los primeros cinco años en representación de la Lista 99 en el partido Nuevo Espacio, los demás años por el Encuentro Progresista, por la Vertiente Artiguista primero y luego por la Alianza Progresista.
Entre sus proyectos de ley, se cuenta el de habeas data de 1996 y el del comisionado parlamentario para las cárceles en 2001.
Fue además un activista de los derechos humanos que luchó para defender prisioneros políticos, muchos de ellos de Argentina.
Falleció en 2007. Sus restos yacen en el Cementerio Central de Montevideo.

## Familia
Su hermana Dina (1932-2020) fue profesora de literatura, escritora y poeta; su hermano Álvaro, decano de la Facultad de Agronomía.